# Уадахи, Мохамед Амин
Мохаме́д Ами́н Уадахи́ (араб. محمد أمين وضاحي‎; род. 8 июля 1987, Айн-Дефла) — алжирский боксёр, представитель легчайшей, полулёгкой и лёгкой весовых категорий. Выступал за сборную Алжира по боксу в середине 2000-х — начале 2010-х годов, дважды бронзовый призёр Средиземноморских игр, чемпион Африки, победитель и призёр турниров международного значения, участник летних Олимпийских игр в Лондоне.

## Биография
Мохамед Амин Уадахи родился 8 июля 1987 года в городе Айн-Дефла, Алжир.
В 2003 году выступил на чемпионате мира среди кадетов в Бухаресте, но попасть здесь в число призёров не смог.
Первого серьёзного успеха на взрослом международном уровне добился в сезоне 2006 года, когда вошёл в состав алжирской национальной сборной и побывал на чемпионате Международного совета военного спорта в Германии, откуда привёз награду бронзового достоинства, выигранную в легчайшей весовой категории — на стадии полуфиналов уступил Рустамходже Рахимову.
В 2007 году выступил на Всемирных военных играх в Индии, на международном турнире братьев Кличко в Киеве, одержал победу на домашнем Арабском военном чемпионате в Алжире.
Занял первое место на чемпионате Алжира 2009 года по боксу в полулёгком весе, выиграл бронзовую медаль на Средиземноморских играх в Пескаре, боксировал на чемпионате мира в Милане.
В 2010 году одержал победу на Мемориале Попенченко в Москве, был лучшим на Панарабских военных играх в Дамаске, успешно выступил на домашнем Кубке африканских наций, побывал на международном турнире «Золотые перчатки» в Белграде, где на стадии четвертьфиналов потерпел поражение от россиянина Дмитрия Полянского.
В 2011 году Уадахи одолел всех соперников на чемпионате Африки в Камеруне, получил серебряную медаль на чемпионате мира среди военнослужащих в Рио-де-Жанейро, побывал на мировом первенстве в Баку, где в 1/8 финала был остановлен англичанином Люком Кэмпбеллом.
Благодаря череде удачных выступлений Мохамед Амин Уадахи удостоился права защищать честь страны на летних Олимпийских играх 2012 года в Лондоне — в категории до 56 кг благополучно прошёл первых двоих соперников по турнирной сетке, но в третьем поединке на стадии четвертьфиналов со счётом 15:17 потерпел поражение от японца Сатоси Симидзу.
После лондонской Олимпиады Уадахи остался в основном составе алжирской национальной сборной и продолжил принимать участие в крупнейших международных соревнованиях. Так, в 2013 году в лёгком весе он завоевал бронзовую медаль на Средиземноморских играх в Мерсине, выступил на чемпионате мира в Алма-Ате, где прекратил борьбу за медали на стадии 1/16 финала. Принимал участие в матчевых встречах Всемирной серии бокса, представляя команду «Алжирские пустынные ястребы».